# Sojuz MS-01
Sojuz MS-01 – misja załogowa statku Sojuz do Międzynarodowej Stacji Kosmicznej. Start nastąpił 7 lipca 2016 r. o 1:36 UTC (3:36 czasu warszawskiego). Lądowanie miało miejsce 30 października 2016 o 3:59 UTC na wschód od Żezkazganu w Kazachstanie. Był to pierwszy lot nowej wersji statku Sojuza, nazwanej Sojuz MS, i 130. lot ogółem kapsuły z serii Sojuz.
Zmiany pojazdu obejmowały usprawnione panele słoneczne i nowe systemy sterowania, w tym modyfikację systemu Kurs. W odróżnieniu od standardowych lotów do ISS, MS-01 przez dwa dni testował nowe systemy pojazdu, cumowanie do ISS odbyło się 9 lipca o godz 4:06 (UTC).
Początkowo start misji MS-01 był planowany na marzec 2016, przed lotem Sojuza TMA-20M, uległ jednak kilkukrotnemu przesunięciu: najpierw z powodu opóźnienia startu pierwszego promu transportowego nowej serii (Progress MS-01) i polityki bezpieczeństwa polegającej na co najmniej dwukrotnym locie wersji bezzałogowej przed załogową, załogowy Sojuz MS musiał poczekać na Progress MS-02 i zamienić się kolejnością z TMA-20M. Ostatnie opóźnienie nastąpiło w czerwcu z powodu problemów z systemem kontroli lotu BURK.
Sojuz MS-01 pozostał zadokowany do ISS przez 112 dni i odcumował od stacji 30 października 2016 roku o 00:35 UTC.

## Załoga

### Podstawowa
- Anatolij Iwaniszyn (2) – dowódca (Rosja, Roskosmos)
- Takuya Onishi (1) – inżynier pokładowy (Japonia, JAXA)
- Kathleen Rubins (1) – inżynier pokładowy (USA, NASA)

### Rezerwowa
- Oleg Nowickij – dowódca (Rosja, Roskosmos)
- Thomas Pesquet – inżynier pokładowy (Francja, ESA)
- Peggy Whitson – inżynier pokładowy (USA, NASA)

## Galeria

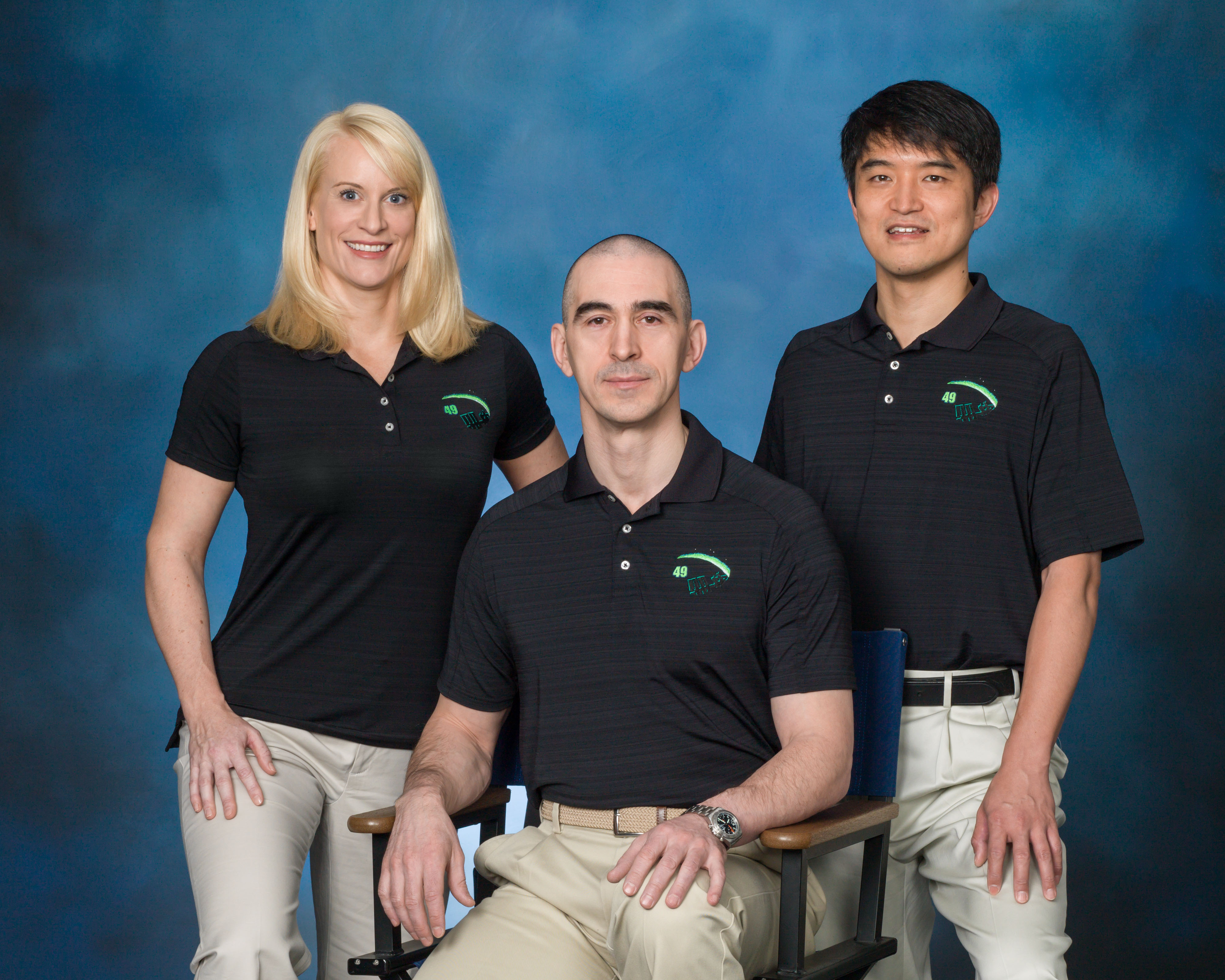
Oficjalne zdjęcie załogi
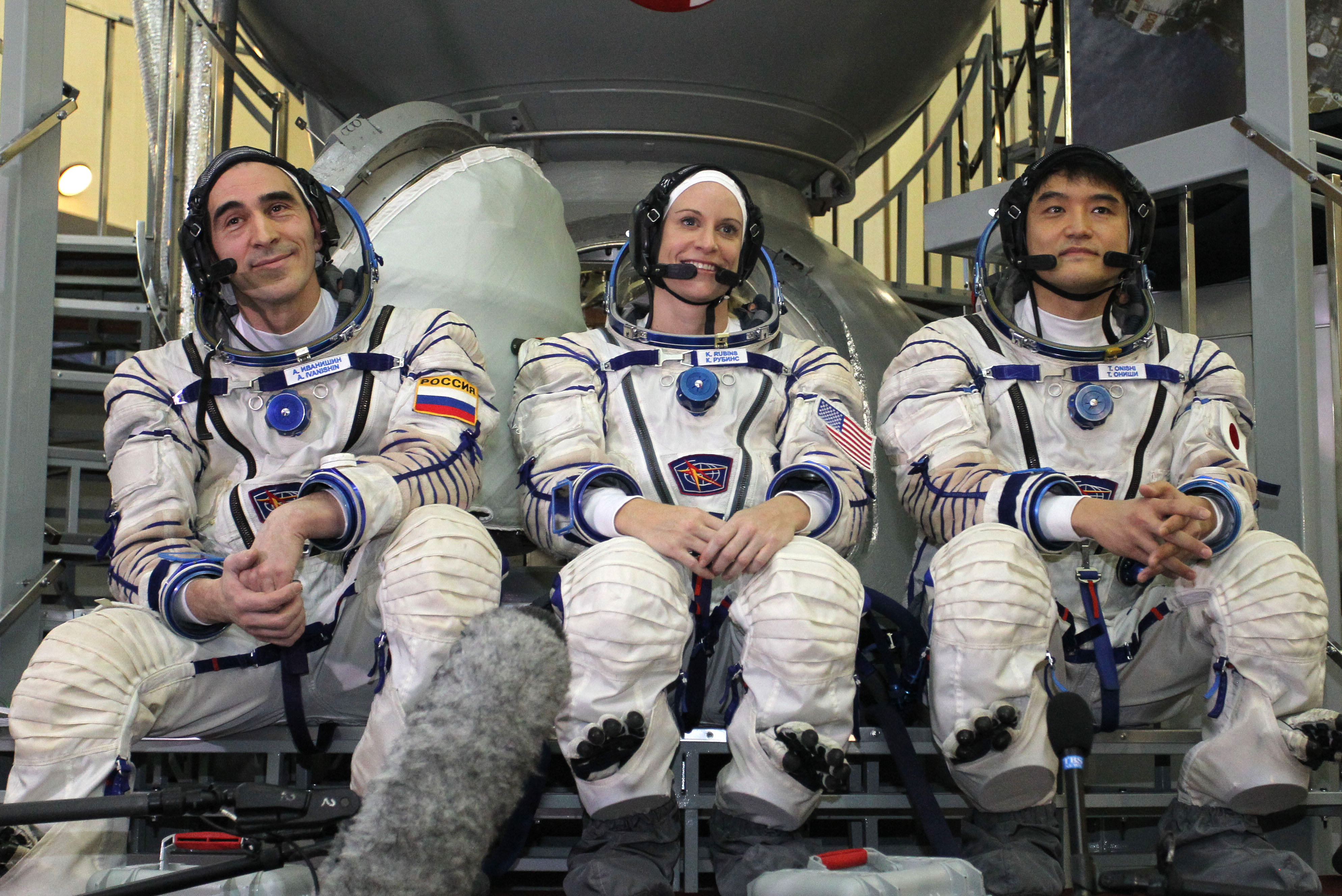
Załoga podczas przygotowań do lotu (listopad 2015)
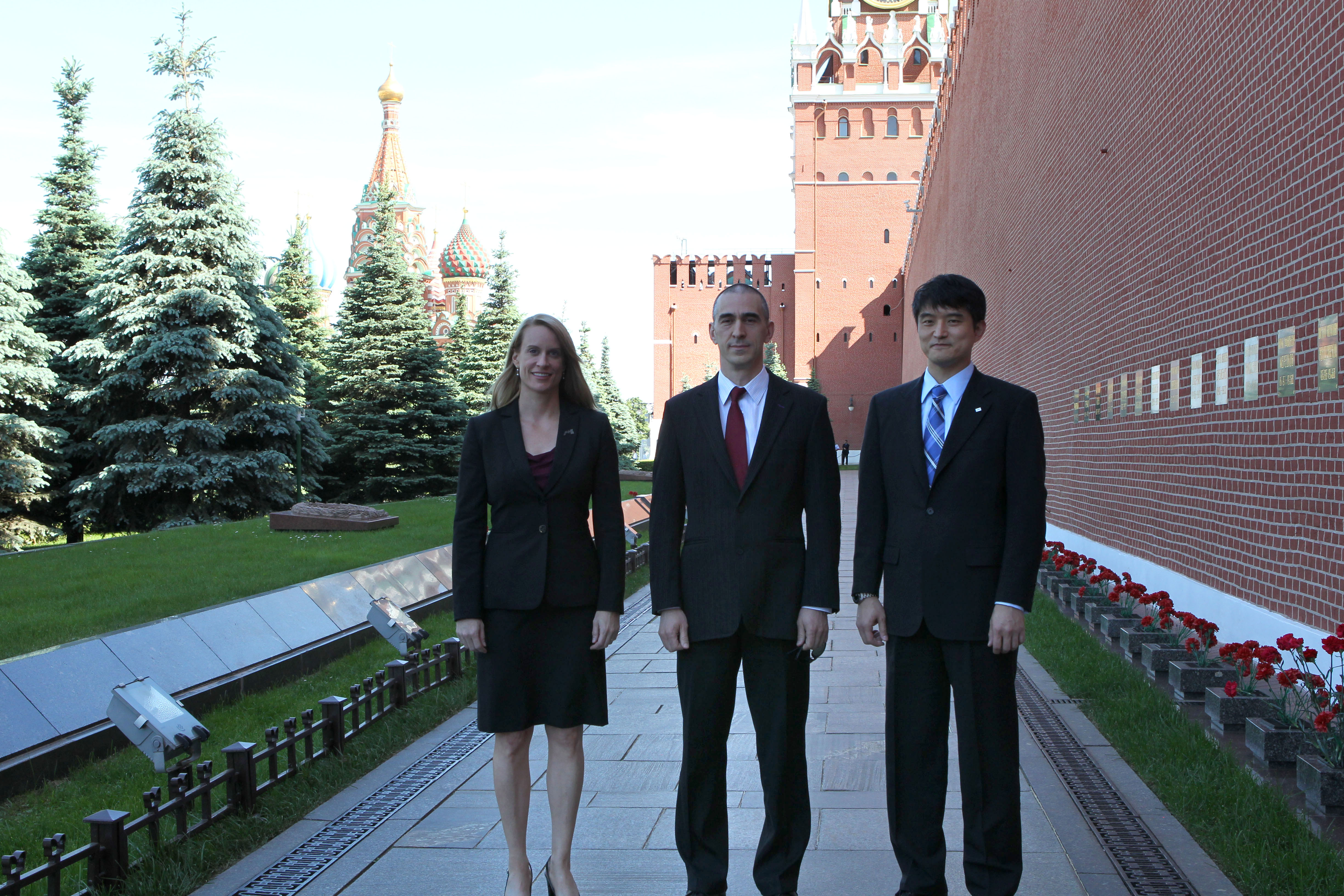
Złożenie kwiatów na grobach przy murze Kremla (31 maja 2016)
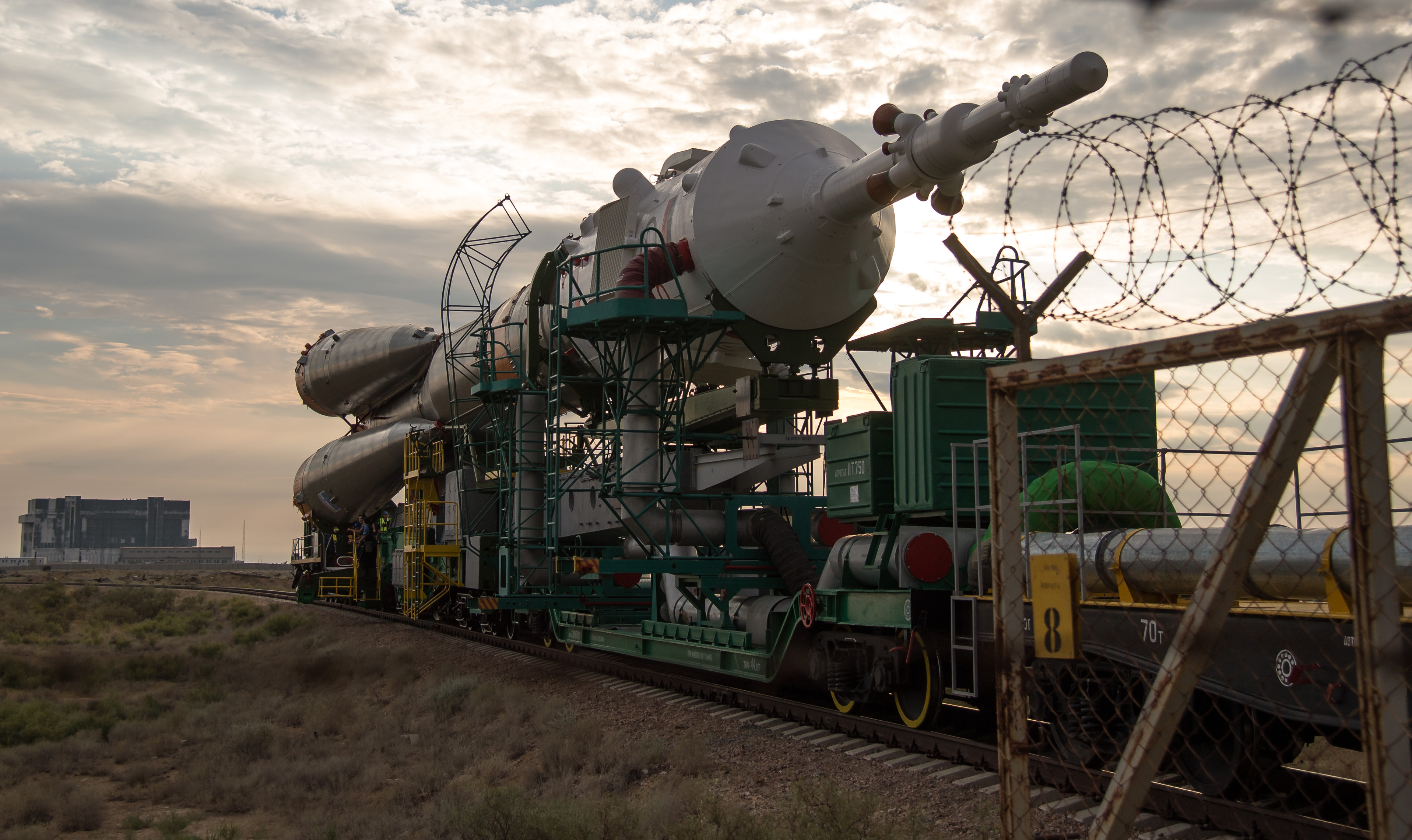
Transport rakiety na wyrzutnię (4 lipca 2016)
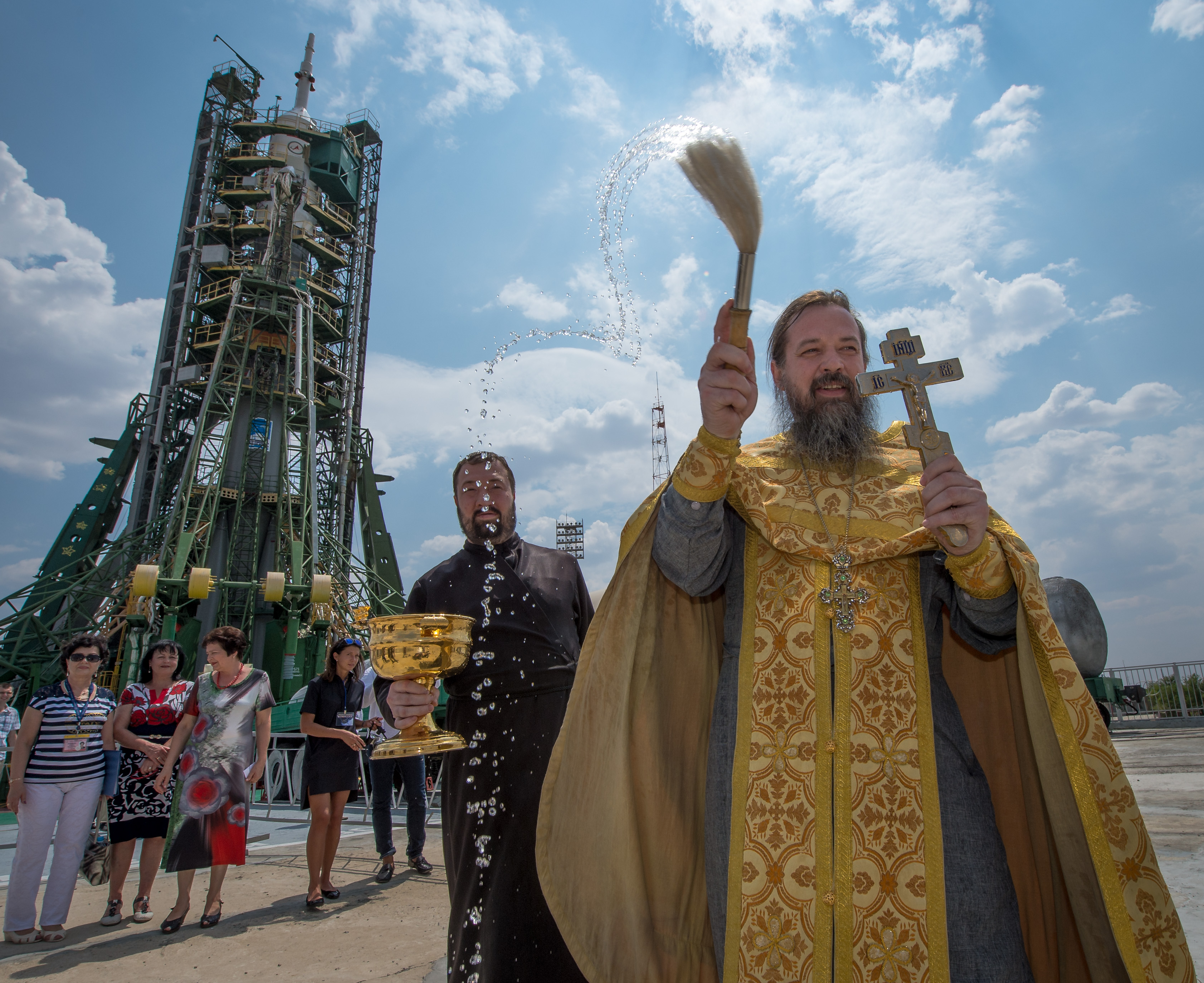
Poświęcenie rakiety (6 lipca 2016)
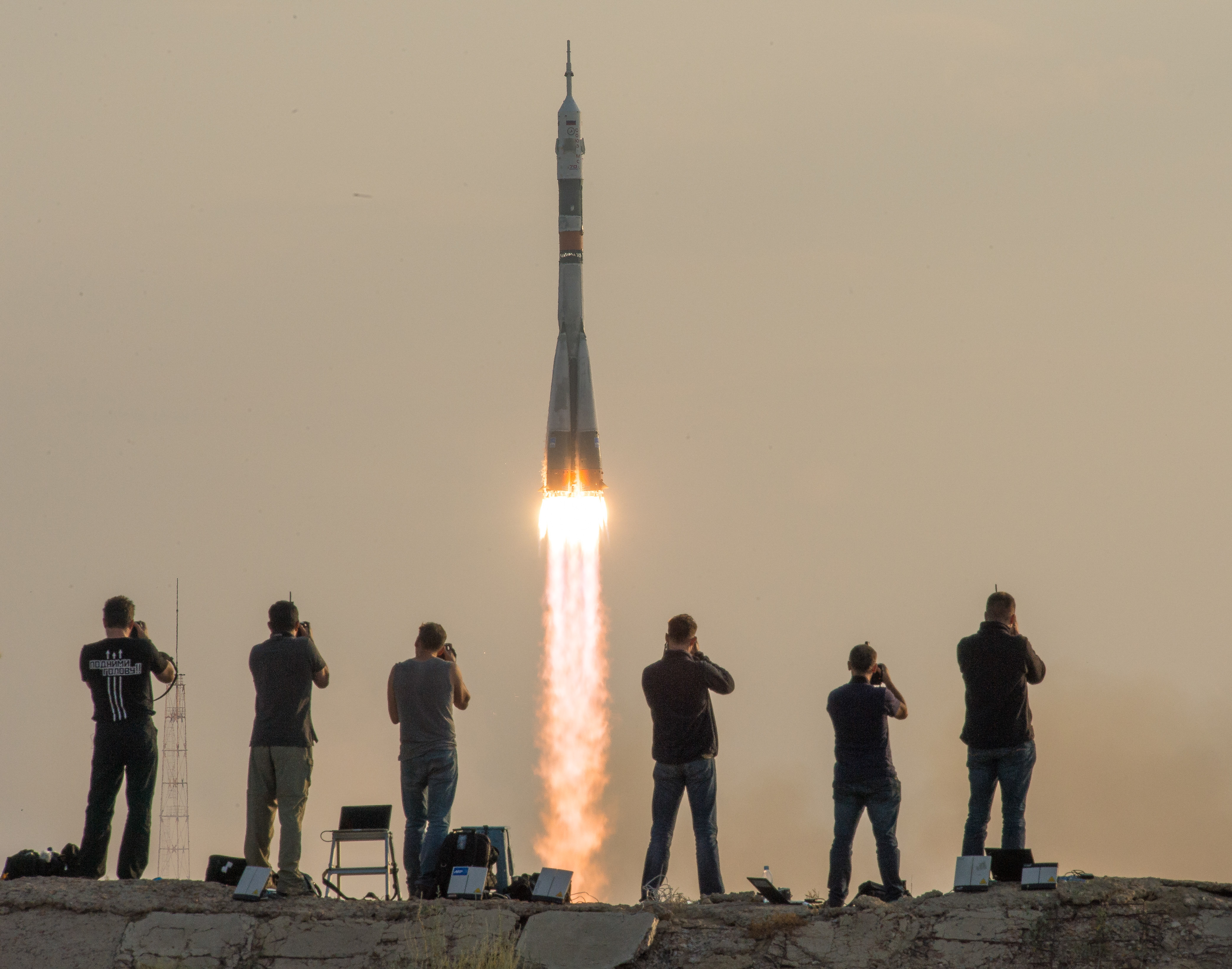
Start (7 lipca 2016)
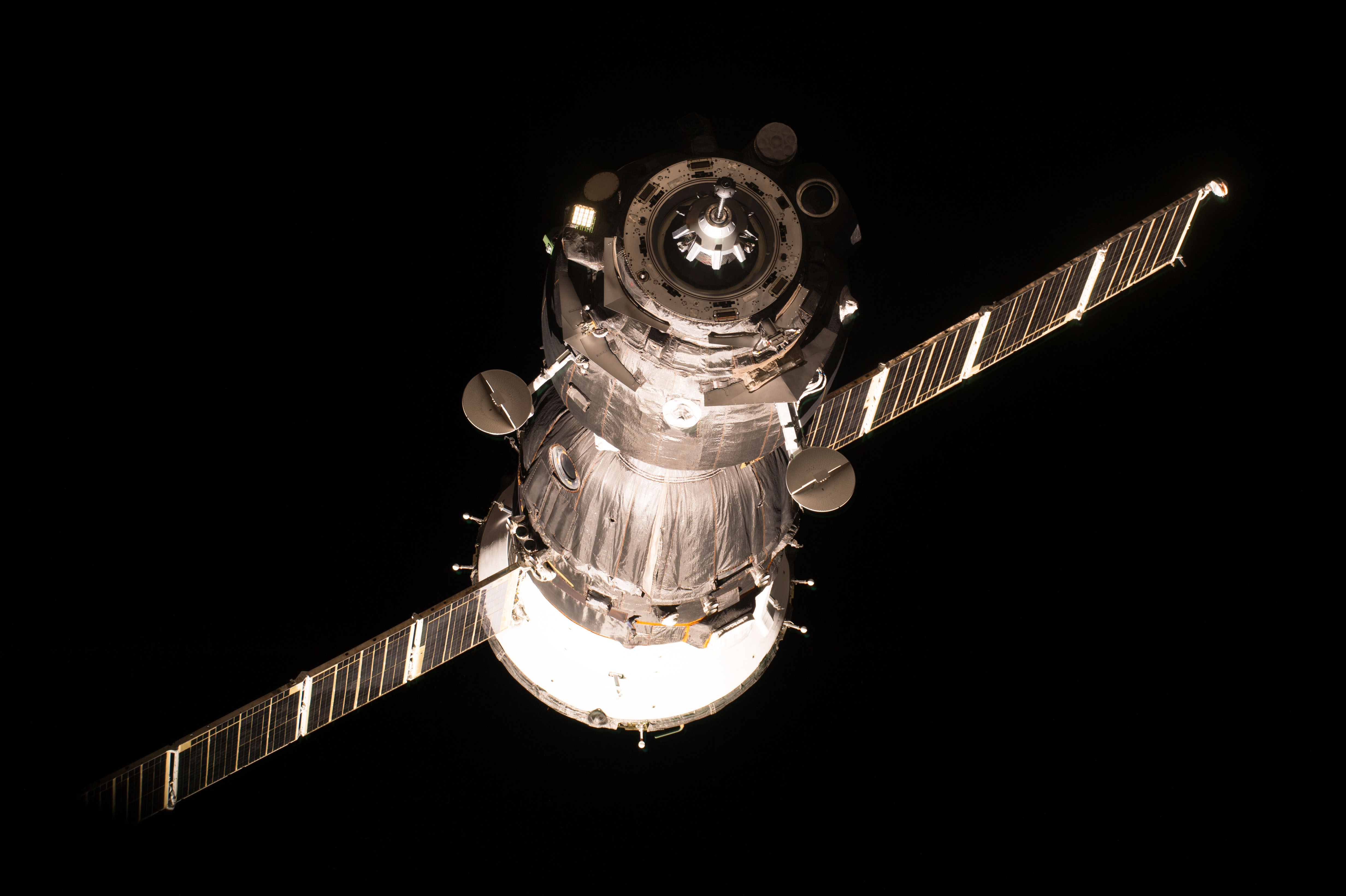
Sojuz zbliża się do stacji ISS (9 lipca 2016)
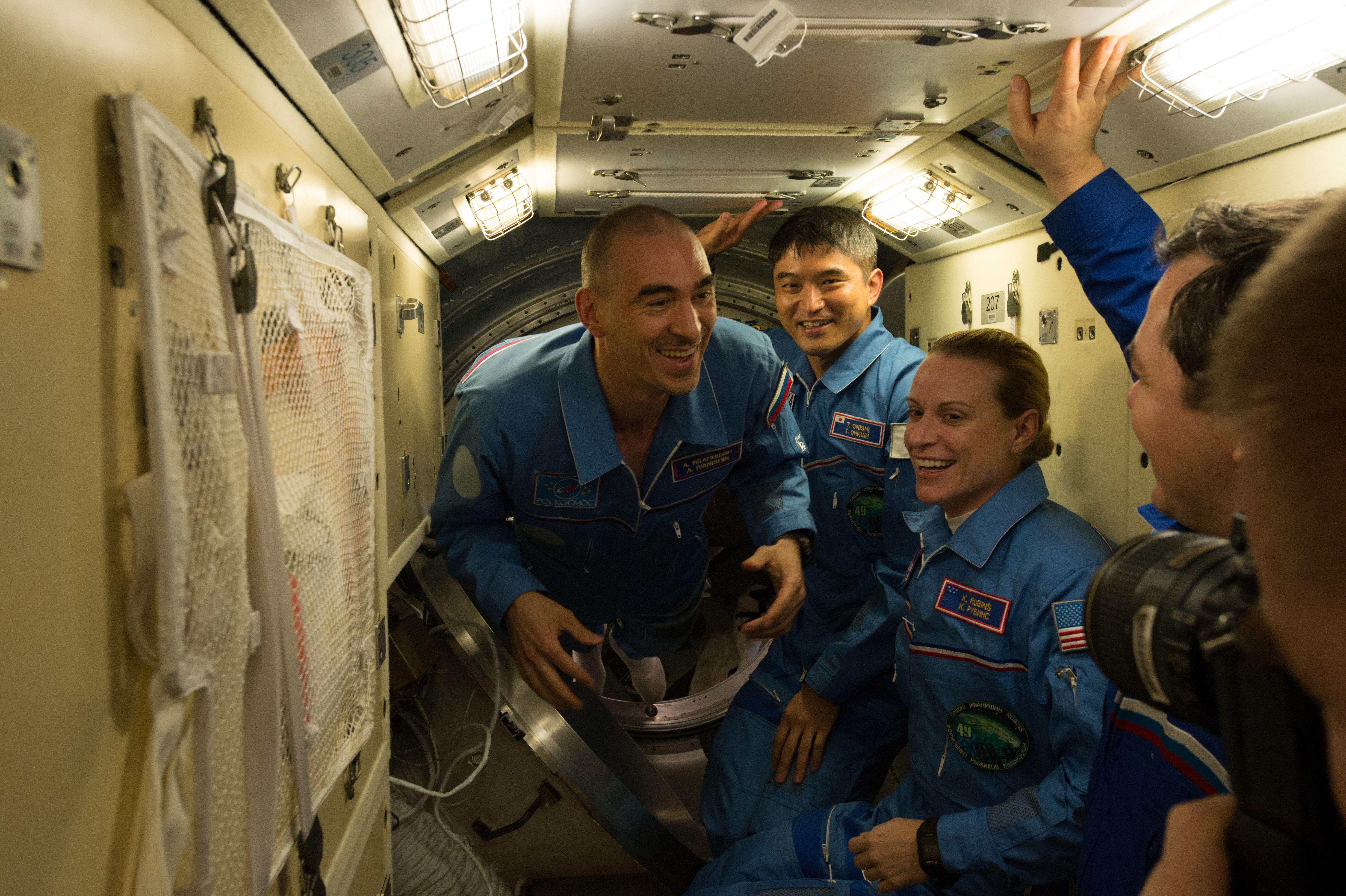
Załoga Sojuza MS-01 wchodzi na pokład stacji (9 lipca 2016)
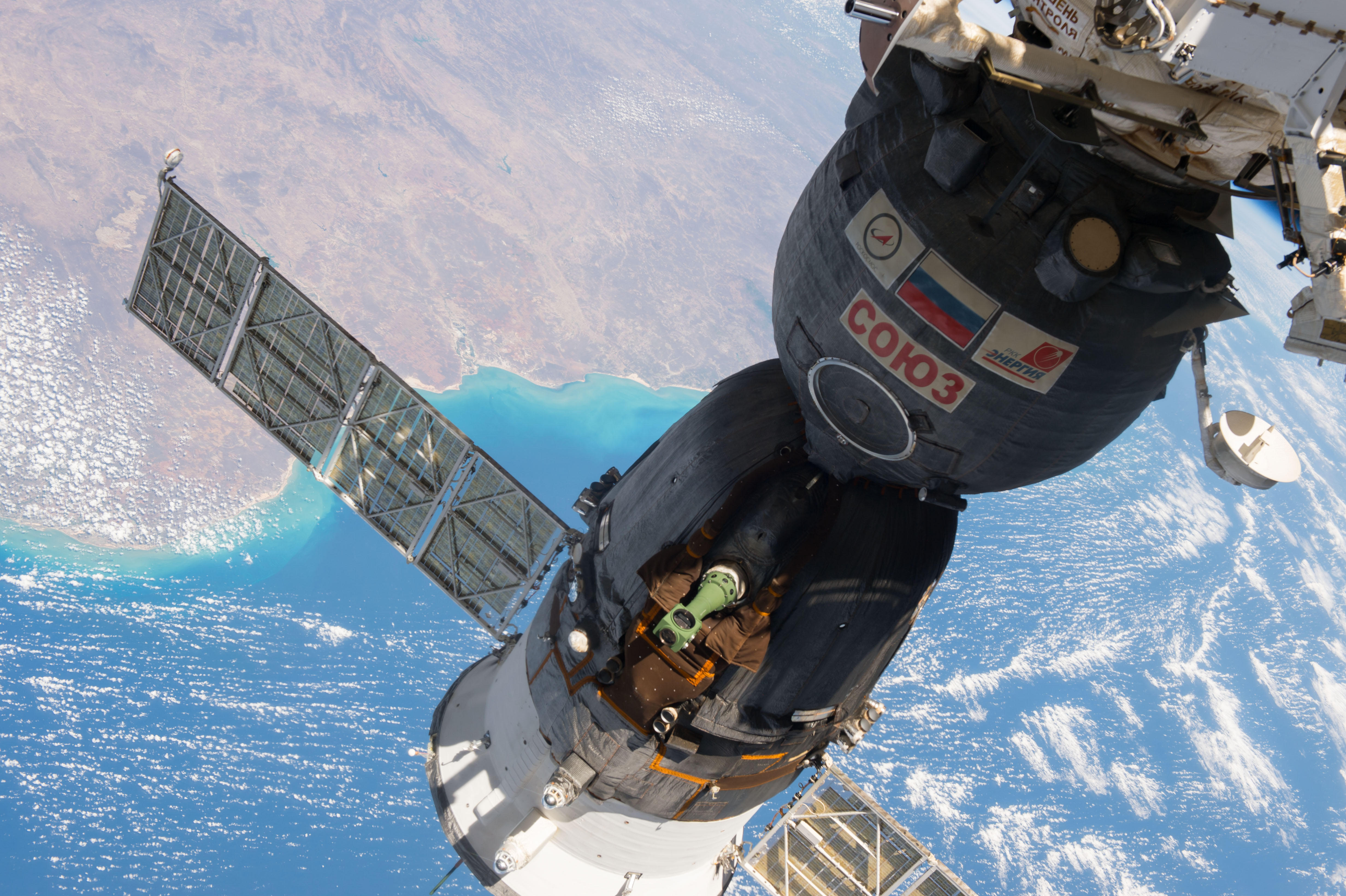
Sojuz MS-01 połączony z ISS (13 września 2016)
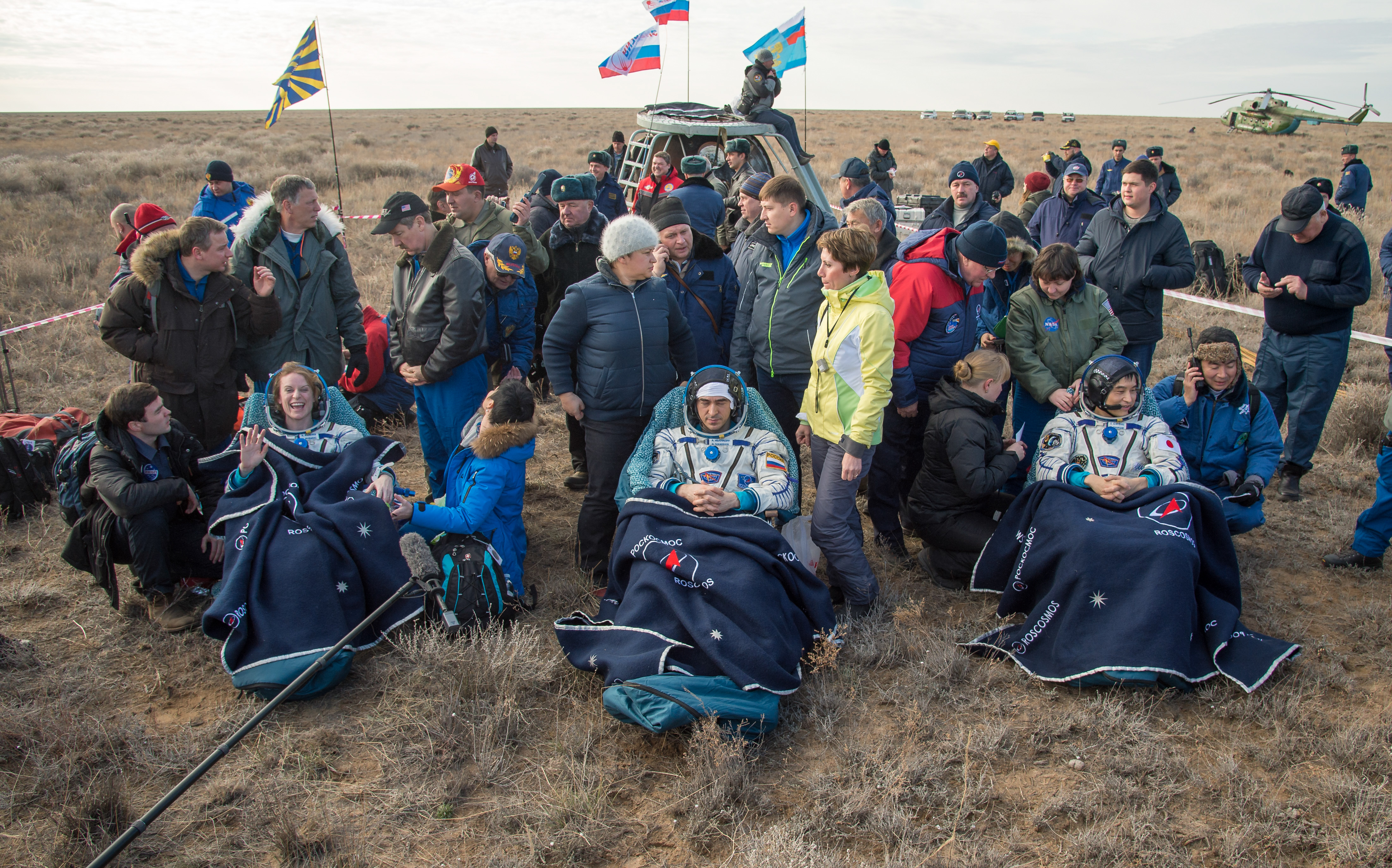
Po wylądowaniu (30 października 2016)